# Miss Mesoamérica Internacional
Miss Mesoamérica Internacional es un concurso de belleza fundado en 1992 entre los países de Mesoamérica, en la actualidad está abierto para todos los países del mundo. El certamen de belleza fue creado en El Salvador en 1992 por Francisco Cortez quien también fue el organizador del certamen nacional Miss El Salvador.  
La actual Miss Mesoamérica Internacional es Olga María Álvarez Campuzano de La Guajira, Colombia.  Quien fue coronada por su antecesora, Brigith Navarro Lugo de Colombia, esta es la primera vez en la historia del certamen donde un país gana por dos años consecutivos. Es la cuarta corona para Colombia en el certamen (1995, 2001, 2024, 2025) .  

## Historia
En la primera edición participaron 7 países de Mesoamérica como Belice, Costa Rica, El Salvador, Guatemala, Honduras, México y Nicaragua. En 1993 se amplio más el campo a las participantes de América del Sur como Colombia, Panamá, Puerto Rico, República Dominicana y Venezuela. Desde entonces es llamado Miss Mesoamérica Internacional . En la edición de 1995 Francia hizo su debut como primer país europeo y también Estados Unidos debutó. Las ediciones de 1998 - 99 fueron canceladas debido a un huracán Mitch, causó una enorme desastre en Centroamérica. A principios del siglo XXI más países participaron.  

## Ganadoras
| Año                                          | Miss Mesoamérica Internacional                        | Miss Teen Mesoamerica International | Miss Petite Mesoamerica International | Miss Teen Petite Mesoamerica International | Miss PreTeen Mesoamerica International | Miss Little Mesoamerica International | Miss Baby Mesoamerica International |                                   | Mister Mesoamerica International    | Mister Joven Mesoamerica International |                           |
| -------------------------------------------- | ----------------------------------------------------- | ----------------------------------- | ------------------------------------- | ------------------------------------------ | -------------------------------------- | ------------------------------------- | ----------------------------------- | --------------------------------- | ----------------------------------- | -------------------------------------- | ------------------------- |
| 2025                                         | Colombia · Olga María Álvarez Campuzano               | Perú · Astrid Couturier             | Puerto Rico Jeaneliz Montañez         | México · Paulette Vega                     | El Salvador · Leticia Lemus            | Perú · Antonia Moscoso                | México · Zara Morfín                | Perú · Nicolás Ortega Luna        | -                                   |                                        |                           |
| 2024                                         | Colombia · Brigith Navarro Lugo                       | Cuba · Valerie Peralta              | Portugal Bárbara Costa                | Riviera Maya · Sofía De La Cruz            | Puerto Rico Amanda Pérez               | El Salvador · Lucciana Tinetti        | Ecuador · Leah Zambrano             | -                                 | -                                   |                                        |                           |
| 2023                                         | Perú · Maryori Morán Rodríguez                        | Nicaragua · Grethel Gámez           | Perú · Maruxa Salcedo                 | Panamá · Luna Maia Nuñez                   | México · Arianna Gutiérrez             | Perú · Dianka Sale                    | -                                   | -                                 | -                                   |                                        |                           |
| 2022                                         | Paraguay Lisel Lorena Benítez Recalde                 | España · Mia Acosta                 | Panamá · Ivana Archibold              | Riviera Maya · Fernanda Valladares         | Perú · Alexandra Muller                | Perú · Macarena Argote                | -                                   | -                                 | -                                   |                                        |                           |
| 2021                                         | Venezuela · Ismelys Milagros Del Valle Velásquez Lugo | Perú · Gianella Segura              | Panamá · Kimberly Alcedo              | El Salvador · Adriana Urrutia              | -                                      | -                                     | -                                   | -                                 | -                                   |                                        |                           |
| 2020                                         | No se realizó el concurso                             | No se realizó el concurso           | No se realizó el concurso             | No se realizó el concurso                  | No se realizó el concurso              | No se realizó el concurso             | No se realizó el concurso           | No se realizó el concurso         | No se realizó el concurso           | No se realizó el concurso              | No se realizó el concurso |
| 2019                                         | México · Samantha Margarita del Ángel Herrera         | -                                   | -                                     | -                                          | -                                      | -                                     | -                                   |                                   | El Salvador · Marlon Flores Ramírez | Costa Rica · Jurgen Fernández          |                           |
| 2018                                         | El Salvador · Vivían Jiménez                          | -                                   | -                                     | -                                          | -                                      | -                                     | -                                   | Canadá · Mathieu Daessle          | Brasil · Luan Ferreira Leal         |                                        |                           |
| 2017                                         | Bolivia · Stephany Sánchez Pinheiro                   | -                                   | -                                     | -                                          | -                                      | -                                     | -                                   | Honduras Juan Pablo Rivera        | México · Nathanael Sanz             |                                        |                           |
| 2016                                         | Costa Rica · Nicole Menayo                            | -                                   | -                                     | -                                          | -                                      | -                                     | -                                   | España · Alex Antequera Anton     | Perú · George Karlo Soriano         |                                        |                           |
| 2015                                         | México · Paloma Llanes Germán                         | -                                   | -                                     | -                                          | -                                      | -                                     | -                                   | México · Moisés Garza Pérez       | México · Oscar Almaral              |                                        |                           |
| 2014                                         | España · María Vallecillo García                      | -                                   | -                                     | -                                          | -                                      | -                                     | -                                   | Puerto Rico Ricardo Márquez       | -                                   |                                        |                           |
| 2013                                         | Paraguay Mónica Mariani Pascualotto                   | -                                   | -                                     | -                                          | -                                      | -                                     | -                                   | Costa Rica · Alonso Chávez Campos | -                                   |                                        |                           |
| 2012                                         | España · Irene Gómez                                  | -                                   | -                                     | -                                          | -                                      | -                                     | -                                   | -                                 | -                                   |                                        |                           |
| 2011                                         | Puerto Rico Tania Soto González                       | -                                   | -                                     | -                                          | -                                      | -                                     | -                                   | -                                 | -                                   |                                        |                           |
| No se realizó el concurso estre el 2006—2010 |                                                       |                                     |                                       |                                            |                                        |                                       |                                     |                                   |                                     |                                        |                           |
| 2005                                         | Ecuador · María Magdalena Stahl Hurtado               | -                                   | -                                     | -                                          | -                                      | -                                     | -                                   | -                                 | -                                   | -                                      | -                         |
| 2004                                         | El Salvador · Ana Saidia Palma Rebollo                | -                                   | -                                     | -                                          | -                                      | -                                     | -                                   | -                                 | -                                   | -                                      | -                         |
| 2003                                         | Venezuela · Goizeder Victoria Azúa Barríos            | -                                   | -                                     | -                                          | -                                      | -                                     | -                                   | -                                 | -                                   | -                                      | -                         |
| 2002                                         | Brasil · Kelly Keniak                                 | -                                   | -                                     | -                                          | -                                      | -                                     | -                                   | -                                 | -                                   | -                                      | -                         |
| 2001                                         | Colombia · Giselle Garcés Aljure                      | -                                   | -                                     | -                                          | -                                      | -                                     | -                                   | -                                 | -                                   | -                                      | -                         |
| 2000                                         | Paraguay Mariela Candia Ramos                         | -                                   | -                                     | -                                          | -                                      | -                                     | -                                   | -                                 | -                                   | -                                      | -                         |
| No se realizó el concurso estre el 1998—1999 |                                                       |                                     |                                       |                                            |                                        |                                       |                                     |                                   |                                     |                                        |                           |
| 1997                                         | El Salvador · Yesenia Rodríguez                       | -                                   | -                                     | -                                          | -                                      | -                                     | -                                   | -                                 | -                                   | -                                      | -                         |
| 1996                                         | Panamá · Marisela Moreno Montero                      | -                                   | -                                     | -                                          | -                                      | -                                     | -                                   | -                                 | -                                   | -                                      | -                         |
| 1995                                         | Colombia · María Margarita Reyes                      | -                                   | -                                     | -                                          | -                                      | -                                     | -                                   | -                                 | -                                   | -                                      | -                         |
| 1994                                         | Paraguay Claudia Florentín Faria                      | -                                   | -                                     | -                                          | -                                      | -                                     | -                                   | -                                 | -                                   | -                                      | -                         |
| 1993                                         | México · Angélica María Escobar                       | -                                   | -                                     | -                                          | -                                      | -                                     | -                                   | -                                 | -                                   | -                                      | -                         |
| 1992                                         | El Salvador · María Elena Ferreiro                    | -                                   | -                                     | -                                          | -                                      | -                                     | -                                   | -                                 | -                                   | -                                      | -                         |

#### Número de victorias como Miss Mesoamérica Internacional
| País        | Título | Año(s)                 |
| ----------- | ------ | ---------------------- |
| Colombia    | 4      | 1995, 2001, 2024, 2025 |
| Paraguay    | 4      | 1994, 2000, 2013, 2022 |
| El Salvador | 4      | 1992, 1997, 2004, 2018 |
| México      | 3      | 1993, 2015, 2019       |
| Venezuela   | 2      | 2003, 2021             |
| España      | 2      | 2012, 2014             |
| Perú        | 1      | 2023                   |
| Bolivia     | 1      | 2017                   |
| Costa Rica  | 1      | 2016                   |
| Puerto Rico | 1      | 2011                   |
| Ecuador     | 1      | 2005                   |
| Brasil      | 1      | 2002                   |
| Panamá      | 1      | 1996                   |